# Сингаївка (річка)
Сингаївка — річка в Україні, в Бердичівському і Козятинському районах Житомирської та Вінницької областей. Ліва притока Гуйви (басейн Дніпра).

## Опис
Довжина 11 км. похил річки — 3,8 м/км. Формується з декількох безіменних струмків та водойм. Площа басейну 29,7 км².

## Розташування
Бере початок у селі Сингаївка. Тече переважно на південний схід через села Закутинці та Малі Гадомці. У селі Кашперівка впадає в річку Гуйву, праву притоку Тетерева.